# Frische Fische mit drei Augen
Frische Fische mit drei Augen (engl. Titel: Two Cars in Every Garage and Three Eyes on Every Fish) ist die vierte Folge der zweiten Staffel der US-amerikanischen Zeichentrickserie Die Simpsons.

## Inhalt
Bart und Lisa gehen an einen See in der Nähe des Atomkraftwerks angeln. Ein Reporter namens Dave Shutton kommt zu den beiden und sieht, wie Bart einen dreiäugigen Fisch geangelt hat. Dave Shutton schreibt darüber einen Artikel in der Zeitung, sodass der Fisch überall bekannt wird. Ein Komitee in Washington erfährt dies und schickt ein Team, welches das Atomkraftwerk genauer untersuchen soll. Das Team findet 342 Verstöße im Kraftwerk. Wenn Mr. Burns, der Besitzer des Kraftwerks, nicht alle diese Fehler in Ordnung bringt, wird das Kraftwerk geschlossen. Weil sich Mr. Burns das nicht leisten kann, spricht er mit dem Kraftwerksmitarbeiter Homer, der zugleich Vater von Bart und Lisa ist. Homer schlägt Mr. Burns vor, Gouverneur zu werden und so die Regeln zu ändern.
Burns dreht einen Werbespot, in dem er mit einem Schauspieler, welcher sich als Charles Darwin verkleidet hat, über Blinky, den dreiäugigen Fisch, diskutiert. Der Schauspieler sagt, der Fisch sei ein Wunder der Natur und kein mutiertes Wesen. Mr. Burns verspricht, die Steuern zu senken, und startet eine Verleumdungskampagne gegen die aktuelle Gouverneurin Mary Bailey. Um die Beliebtheit von Mr. Burns zu steigern, schlagen ihm seine Berater vor, bei einer gewöhnlichen Familie zu Abend zu essen. Burns entscheidet sich für Homer Simpsons Familie. Während Homer Mr. Burns unterstützt, ist seine Ehefrau Marge eine Mary-Bailey-Anhängerin. Marge hat eine Idee und beschließt, Blinky zum Abendessen zu servieren. Nachdem Mr. Burns ein Stück des Fischs sehr zögerlich in den Mund gesteckt hat, spuckt er es gleich wieder aus. Die anwesenden Reporter filmen und fotografieren alles. Burns’ Umfragewerte sinken in der direkten Folge so sehr, dass Mary Bailey die Wahl gewinnt.

## Hintergrund
Der dreiäugige Fisch „Blinky“ hatte bereits in der Folge Der Versager einen Kurz-Auftritt. 
Einige Szenen mit Mr. Burns parodieren den Film Citizen Kane.
Die Folge wurde größtenteils positiv bewertet, so beschreibt Virginia Mann von der Tageszeitung The Record aus New Jersey die Folge als „großartig“ und bemerkt, dass „die Obertöne eher Erwachsene als Kinder ansprechen“ würden.
Die Folge gewann 1991 bei den Environmental Media Awards den Preis in der Kategorie „Best Television Episodic Comedy“.